# Calisto bradleyi
Calisto bradleyi är en fjärilsart som beskrevs av Munroe 1950. Calisto bradleyi ingår i släktet Calisto och familjen praktfjärilar. Inga underarter finns listade i Catalogue of Life.

## Bildgalleri

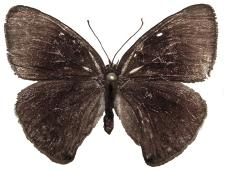
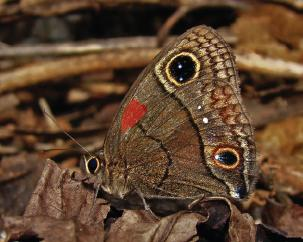